# Paisochelifer
Paisochelifer es un género de arácnido del orden Pseudoscorpionida de la familia Cheliferidae.

## Especies
Las especies de este género son:
- Paisochelifer callus (Hoff, 1945)
- Paisochelifer utahensis Hoff, 1950